# سیمونا بوریونی
سیمونا بوریونی (ایتالیایی: Simona Borioni؛ زادهٔ ۷ ژانویهٔ ۱۹۷۱) بازیگر اهل ایتالیا است.
از فیلم‌ها یا برنامه‌های تلویزیونی که وی در آن نقش داشته‌است می‌توان به سنسو ۴۵، قطعات نمایشی کوتاه و کمیسر رکس اشاره کرد.